# Askia
Askia lub Asia (staroż. Askia; gr. Άσκια lub Ασσια, tur. Paşaköy) – wieś na Cyprze, w dystrykcie Famagusta. De facto pod kontrolą  Cypru Północnego. We wsi znajduje się 5 kościołów.
Przed rozpoczęciem okupacji populacja wynosiła 2700 osób. 
Z Askii pochodzi klub Etnikos Askia, grający obecnie w cypryjskiej trzeciej lidze. Przed okupacją istniał zespół Omonia Askia.
W Askii urodził się święty Spirydon z Tremituntu.